# دمای بحرانی

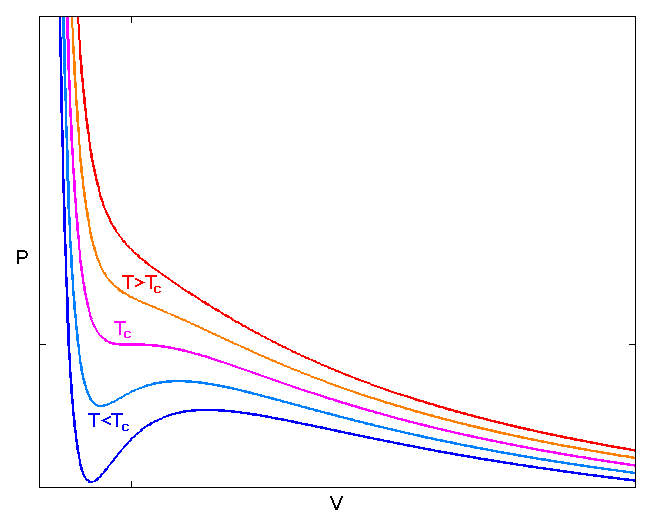
نمودار فرآیندهای هم‌دما، تفاوت بین رفتار ماده در دماهای بالاتر و پایین‌تر از دمای بحرانی مشخص است.

دمای بحرانی برای هر ماده دمایی است که در بالاتر از آن دما نمی‌توان در آن با افزایش فشار یا کاهش حجم تغییر فاز ایجاد کرد.
در نمودار فرآیندهای هم‌دما، در فرآیندی که در دمای بحرانی رخ دهد یک نقطه عطف‌ وجود خواهد داشت زیرا در دمای بحرانی:
{\displaystyle \left({\frac {\partial P}{\partial V}}\right)_{T}=\left({\frac {\partial ^{2}P}{\partial V^{2}}}\right)_{T}=0}